# Alesametro
L'alesametro, alesometro o "subito" è uno strumento di misura usato in meccanica per rilevare il diametro interno dei fori circolari. È costituito da un tubo ha ad un estremo la testa tastatrice (formata da elementi a espansione) da introdurre nel foro. Il suo campo d'impiego prevalente è quello della revisione dei motori endotermici.

## Descrizione

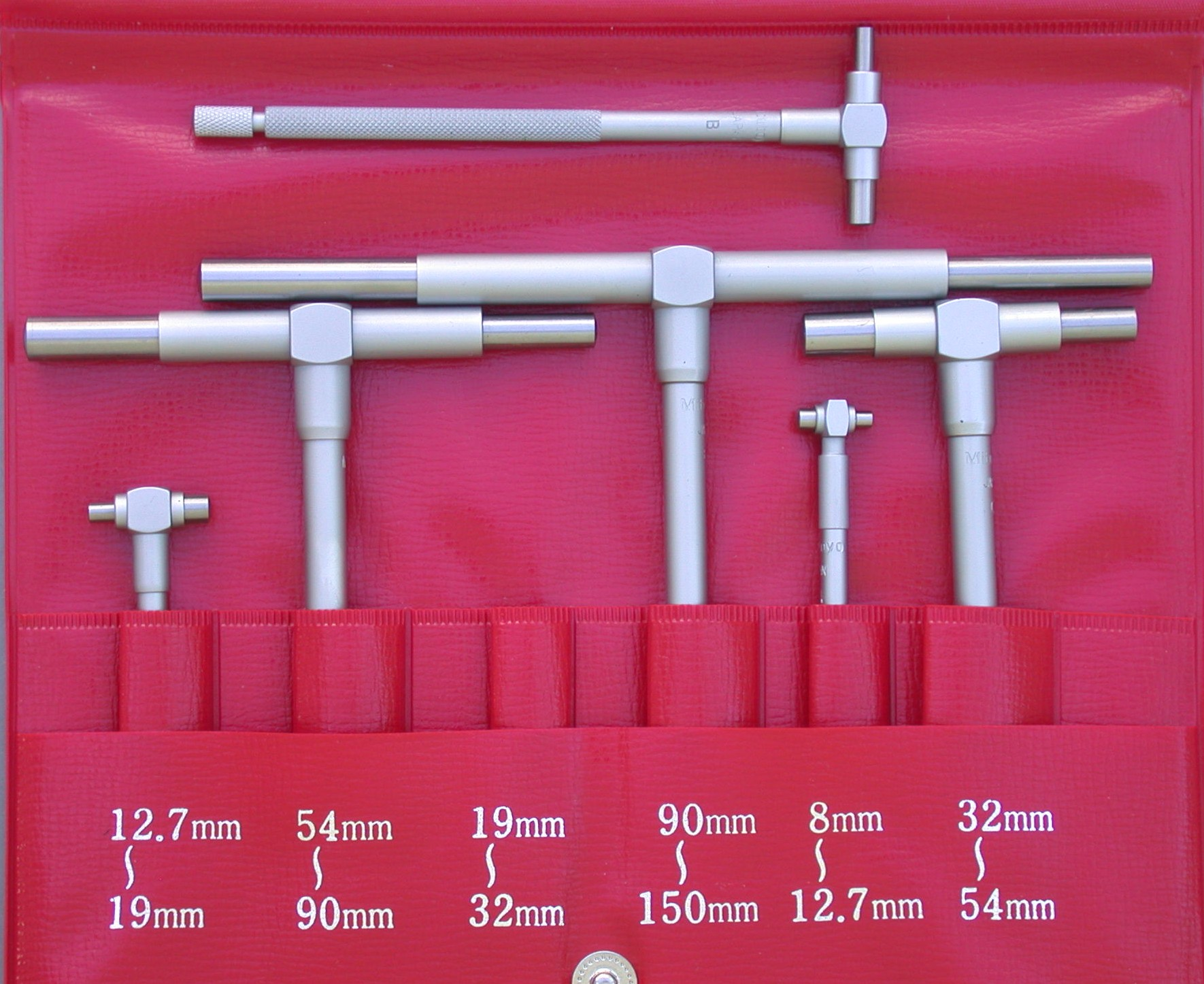
Set di alesametri di varie dimensioni.

Questo strumento nella versione completamente analogica utilizza un comparatore che viene vincolato ad un sistema meccanico di leve che collega il movimento assiale dell'asta del comparatore al movimento perpendicolare dei due tastatori (rispetto alle pareti del foro).
La verifica della taratura dell'alesametro dipende da molti componenti, in primis dal comparatore e delle prolunghe di cui può essere dotato (al fine di misurare diametri a profondità maggiori o minori).
Nei modelli digitali muniti di display di lettura della misura, dove la misura dello spostamento dell'asta del comparatore avviene tramite un trasduttore, la verifica della taratura è limitata alla sola verifica del trasduttore.